# Muzeum Oświaty w Bydgoszczy

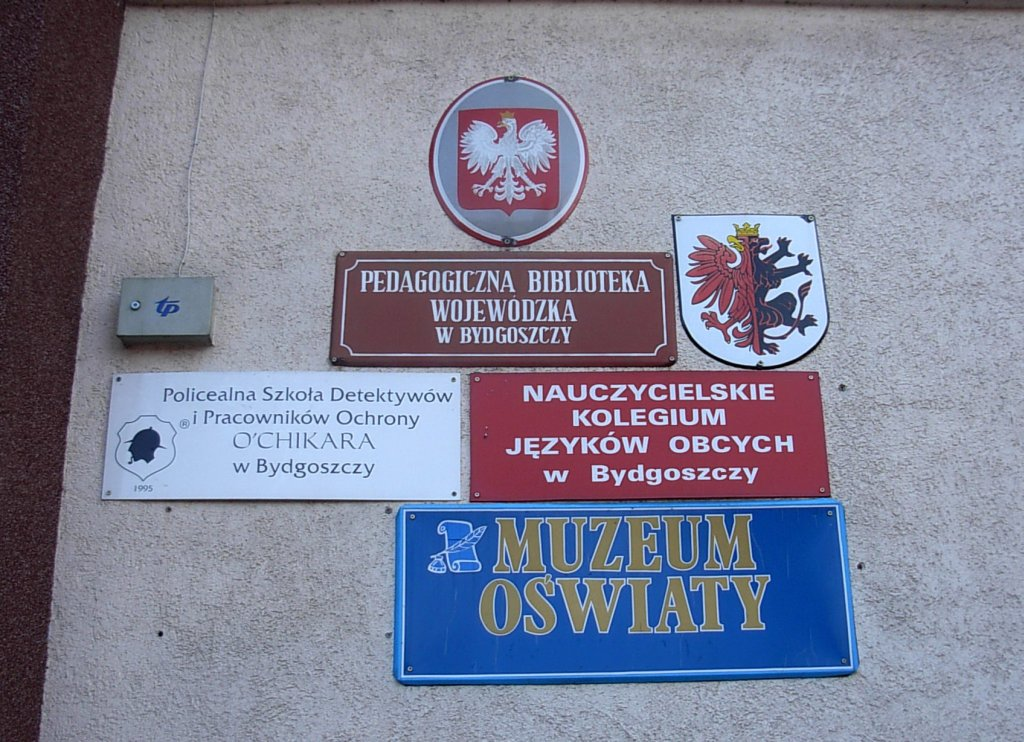
Tablica informacyjna

Muzeum Oświaty w Bydgoszczy – placówka muzealna w Bydgoszczy prezentująca historię, działalność, akcesoria i wyposażenie szkolne w Bydgoszczy i regionie bydgoskim, począwszy od okresu zaboru pruskiego, aż po czasy współczesne.

## Historia
Początkiem muzeum było założone 30 kwietnia 1979 roku, prowadzone społecznie przez grupę emerytowanych nauczycieli – pierwsze w kraju Muzeum Pamiątek Nauczycielskich.
Głównym inicjatorem utworzenia muzeum był Stanisław Lisewski. Dzięki jego staraniom powstała Rada Założycielska, w skład której weszli ww. jako przewodniczący oraz członkowie Bronisław Pozorski i Franciszek Grott.
Działalność organizacyjna została oparta na Radzie Zakładowej Związku Nauczycielstwa Polskiego i w kwietniu 1979 roku uzyskano na ten cel pomieszczenie przy ul. Kołłątaja 9, w siedzibie ówczesnego Wydziału Oświaty i Wychowania Urzędu Miejskiego. Stała ekspozycja przygotowana w 1980 r. zawierała cztery grupy zbiorów z okresów: zaboru pruskiego, II Rzeczypospolitej, okupacji hitlerowskiej i Polski Ludowej.
W 1981 r. muzeum zostało przeniesione do Domu Nauczyciela przy ul. Czartoryskiego 19, a 14 października 1985 r. do pomieszczeń w nowo wybudowanej szkole podstawowej nr 32, przy ul. Bałtyckiej 59 i przyjęło nazwę Muzeum Oświaty.
Początkowo gromadziło ono ok. 1000 jednostek inwentarzowych, które prezentowano w czterech salach wystawowych w piwnicach budynku.
Urządzono cztery wystawy stałe: „martyrologia nauczycielstwa bydgoskiego”, „szkoła sprzed lat”, „historia oświaty w Polsce” oraz „szkoła polska na obczyźnie”.
Początkowo muzeum było placówką wychowania pozaszkolnego, a od 1992 roku jest wydziałem Pedagogicznej Biblioteki Wojewódzkiej im. Mariana Rejewskiego w Bydgoszczy, do siedziby której w lutym 2004 roku zostało przeniesione, przejmując kilka pomieszczeń na II piętrze budynku przy ul. Marii Skłodowskiej-Curie 4.

## Działy
W wewnętrznym systemie organizacyjnym znajdują się następujące działy:
- Dział Muzealiów – gromadzi sprzęt szkolny, portrety, godła, przybory ucznia i nauczyciela, stroje szkolne, a także efekty twórczości nauczycieli i uczniów;
- Dział Dokumentów Życia Społecznego – gromadzi informatory, afisze, plakaty, kalendarze, programy imprez czy uroczystości, regulaminy szkolne, kodeksy ucznia, dyplomy, zaproszenia, podziękowania, proporczyki, plakietki, nagrania i filmy oświatowe;
- Dział Archiwaliów – zawiera zespoły i szczątki akt, spuścizny oraz biografie i kroniki;
- Księgozbiór – gromadzi podręczniki, programy nauczania, wycinki prasowe oraz czasopisma, jakich używano w polskiej oświacie.

## Ekspozycja
Muzeum posiada ponad 21 tys. zinwentaryzowanych jednostek, pochodzących niemal w całości z darowizn, zaś zbiory biblioteczne liczą ponad 4000 książek oraz 700 tytułów czasopism.
Muzeum prezentuje sprzęty szkolne, wyposażenie uczniów i nauczycieli, fotografie, nagrania, świadectwa szkolne, tarcze szkolne, proporczyki, emblematy, plakietki, znaczki i nalepki, filmy i nagrania dźwiękowe, podręczniki i lektury, spuścizny wybitnych nauczycieli bydgoskich oraz akta szkół i organizacji uczniowskich ze szkół w Bydgoszczy i regionie bydgoskim, począwszy od okresu zaboru pruskiego, aż po czasy współczesne.
Wystawy prezentowane są w trzech salach wystawowych.
Najstarszymi eksponatami są m.in. elementarze z alfabetem gotyckim i łacińskim, wydane w 1880 roku i 1910, kieszonkowy śpiewnik polski, a także dwa unikalne egzemplarze „Pana Tadeusza” Adama Mickiewicza z XIX wieku, jeden drukowany w Lipsku, a drugi we Lwowie.

### Wystawy stałe
Ekspozycja główna w 2020 r. zawierała grupy związane z następującą tematyką:
- Szkoła sprzed lat – przybliżająca szkołę z okresu zaboru pruskiego i dwudziestolecia międzywojennego;
- Losy nauczycieli bydgoskich w latach 1939-1945 – poświęcona nauczycielom (ok. 130), którzy zginęli w masowych egzekucjach i w obozach zagłady podczas okupacji hitlerowskiej oraz tym, którzy prowadzili tajne nauczanie;
- Szkice z dziejów oświaty – wystawa prezentująca najciekawszych wydarzenia w bydgoskiej oświacie w XX wieku;
- Wpływ polityki na oświatę w PRL – przedstawia odbiorcy dzieje polskiej oświaty w latach 1945–1989, zmiany jakie zachodziły w programach nauczania, strojach i podręcznikach z tego okresu;
- Drogi zdobycia zawodu nauczyciela – przybliża historie i ewolucję w procesie kształcenie nowych kadr nauczycielskich na przestrzenie trzech wieków;
- Tradycje związkowe pracowników oświaty – ukazująca dokumenty i publikacje związane z działalnością związkową;
- Marian Rejewski bydgoszczanin, matematyk, kryptolog – wystawa jest częścią projektu edukacyjnego, skierowanego do uczniów szkół gimnazjalnych i ponadgimnazjalnych. Towarzyszą jej zajęcia edukacyjne z wykorzystaniem środków multimedialnych.

### Wystawy czasowe
Tematyka wystaw czasowych związana jest historią i współczesnością oświaty w Bydgoszczy, a także nawiązuje do rocznic i jubileuszy.
Muzeum prowadzi również działalność dydaktyczną, w tym lekcje muzealne dla uczniów szkół podstawowych, gimnazjów, szkół średnich i studentów.

## Zwiedzanie
Muzeum jest czynne w poniedziałek, środę i piątek w godzinach 8.00-15.00, zaś we wtorek w godzinach 8.00-17.00. Wstęp do muzeum kosztuje 2 zł..